# Richard Hakluyt
Richard Hakluyt (* um 1552 in London oder in Herefordshire; † 23. Oktober 1616 in London) war ein englischer Geograph und Schriftsteller.

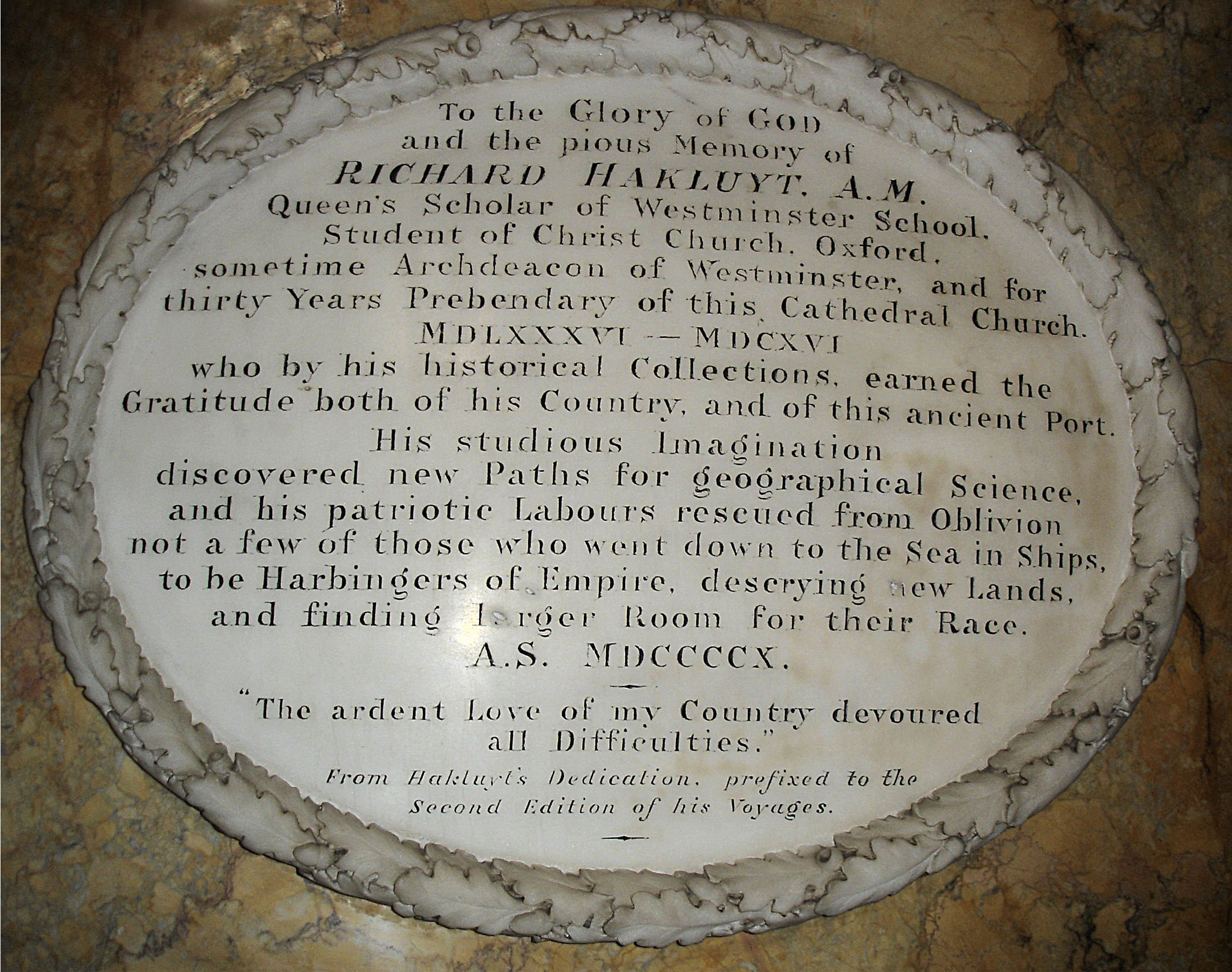
Gedenktafel für Richard Hakluyt in der Kathedrale von Bristol aus dem Jahr 1910

## Leben
Richard Hakluyt studierte in Oxford und führte als Professor der Kosmographie den Gebrauch der Globen im englischen Schulunterricht ein. Von 1583 bis 1588 arbeitete er in Paris und begleitete  1584 den englischen Gesandten als Kaplan dorthin. 1588 nach London zurückgekehrt, begann er mit seinen Editionen The Principal Navigations. 1590 heiratete er eine Verwandte des Weltumseglers Thomas Cavendish. 1605 erhielt er eine Präbende am Westminster Abbey und das Rektorat in Suffolk.
Sein Hauptwerk ist The principal navigations, voyages and discoveries of the English nation etc. (erschienen 1589 und überarbeitet 1598–1600). Dieses Buch enthielt Reiseberichte von Kapitänen und Entdeckern, die vornehmlich Gebiete aufsuchten, die für die englische Exportwirtschaft von Bedeutung sein konnten – aber auch viel Unbewiesenes, wie zum Beispiel eine Beschreibung des Magnetberges.
Nach ihm nannte sich die 1846 in London gegründete Hakluyt Society, die seither eine Reihe von historischen Reiseberichten von Expeditionen und Entdeckungen in wissenschaftlich kommentierter Buchform veröffentlicht hat (siehe Übersicht).

## Gedenktafel in der Kathedrale von Bristol
Die Gedenktafel für Richard Hakluyt in der Kathedrale von Bristol aus dem Jahr 1910 hat die folgende Aufschrift (mit deutscher Übersetzung): 
| To the Glory of GOD / and the pious memory of / RICHARD HAKLUYT, A.M., / Queen's Scholar of Westminster School, / Student of Christ Church, Oxford, / sometime Archdeacon of Westminster, and for / thirty Years Prebendary of this Cathedral Church. / MDLXXXVI-MDCXVI / who by his historical Collections earned the / Gratitude both of his Country, and of this ancient Port. / His studious Imagination / discovered new Paths for geographical Science, / and his patriotic Labours rescued from Oblivion / not a few of those who went down to the Sea in Ships, / to be Harbingers of Empire, descrying new Lands, / and finding larger Room for their Race. / A.S., MDCCCCX. // "The ardent Love of my Country / devoured all Difficulties." / From Hakluyt's Dedication, prefixed to the / Second Edition of his Voyages. | Zur Ehre Gottes und zum frommen Gedenken an RICHARD HAKLUYT, A.M., Queen's Scholar der Westminster School, Student von Christ Church, Oxford, zeitweise Erzdiakon von Westminster und dreißig Jahre lang Pfründner dieser Kathedrale. 1586-1616. Der sich durch seine historischen Sammlungen die Dankbarkeit sowohl seines Landes als auch dieses alten Hafens verdient hat. Seine fleißige Vorstellungskraft entdeckte neue Wege für die geographische Wissenschaft, und seine patriotische Arbeit rettete nicht wenige von denen aus der Vergessenheit, die mit Schiffen zur See fuhren, um Vorboten des Imperiums zu sein, indem sie neue Länder entdeckten und größeren Raum für ihre Rasse fanden. A.S., 1910. "Die glühende Liebe zu meinem Land verschlang alle Schwierigkeiten." Aus Hakluyts Widmung, die der zweiten Ausgabe seiner Voyages vorangestellt ist. |